# Højdevangens Skole
Højdevangens Skole er en skole på Amager

## Ekstern henvisning
- officielle hjemmeside Arkiveret 21. juni 2007 hos  Wayback Machine